# Стагово
Стагово (на сръбски: Стагово; на албански: Stagovë) е село в Косово, част от Община Качаник, Гнилянски окръг. Населението на селото през 1991 година е 1360 души.

## Население
- 1948 – 614 жители
- 1953 – 712 жители
- 1961 – 819 жители
- 1971 – 1087 жители
- 1981 – 1206 жители
- 1991 – 1360 жители